# Conny Andersson
Conrad „Conny“ Andersson (* 28. Dezember 1939 in Alingsås) ist ein ehemaliger schwedischer Automobilrennfahrer.

## Karriere

### Formel 3
Conny Andersson, Sohn eines schwedischen Werkstattbesitzers, war in jungen Jahren ein hervorragender Motocross-Fahrer. Er gelangte relativ spät in den internationalen Motorsport. Zuerst kaufte er sich einen gebrauchten Formel-3-Brabham BT21 und startete damit bei nationalen Rennen seines Heimatlandes. Zwischen 1970 und 1976 fuhr er regelmäßig in der Formel-3-Europameisterschaft. 1974 konnte er vier Siege in seinem March-Toyota erringen. 1975 beendete er das Formel-3-Rennen in Monaco, das als Sprungbrett für eine Karriere in der Formel 1 gilt, als Sieger, wurde jedoch wegen eines Frühstarts disqualifiziert.

### Formel 1
Andersson nahm an einem einzigen Rennen zur Formel-1-Weltmeisterschaft teil. Er startete am 29. August 1976 beim Grand Prix der Niederlande in Zandvoort für das englische Surtees-Team. Mit dem Surtees TS19-Ford-Cosworth vom 26. Startplatz ins Rennen gegangen, fiel er in der neunten Runde mit einem Motorschaden aus. 1977 versuche Andersson mehrmals vergeblich, sich mit dem viel zu schweren und überalterten BRM P207 des legendären englischen B.R.M.-Teams für einen weiteren Grand Prix zu qualifizieren. Im selben Jahr, ohne Aussicht darauf, seine Karriere weiter voranzutreiben, beendete er seine aktive Laufbahn.

## Statistik in der Automobil-Weltmeisterschaft

### Gesamtübersicht
| Saison | Team                          | Chassis      | Motor                    | Rennen | Siege | Zweiter | Dritter | Poles | schn. Rennrunden | Punkte | WM-Pos. |
| ------ | ----------------------------- | ------------ | ------------------------ | ------ | ----- | ------- | ------- | ----- | ---------------- | ------ | ------- |
| 1976   | Team Surtees                  | Surtees TS19 | Ford Cosworth DFV 3.0 V8 | 1      | –     | –       | –       | –     | –                | –      | –       |
| 1977   | Rotary Watches Stanley B.R.M. | BRM P207     | Ford Cosworth DFV 3.0 V8 | 0      | –     | –       | –       | –     | –                | –      | –       |
| Gesamt | Gesamt                        | Gesamt       | Gesamt                   | 1      | −     | –       | –       | −     | –                | −      | −       |

### Einzelergebnisse
| Saison | 1 | 2 | 3 | 4   | 5 | 6   | 7   | 8   | 9 | 10 | 11  | 12 | 13 | 14 | 15 | 16 | 16 |
| ------ | - | - | - | --- | - | --- | --- | --- | - | -- | --- | -- | -- | -- | -- | -- | -- |
| 1976   |   |   |   |     |   |     |     |     |   |    |     |    |    |    |    |    |    |
|        |   |   |   |     |   |     |     |     |   |    | DNF |    |    |    |    |    |    |
| 1977   |   |   |   |     |   |     |     |     |   |    |     |    |    |    |    |    |    |
|        |   |   |   | DNQ |   | DNQ | DNQ | DNQ |   |    |     |    |    |    |    |    |    |